# Банк Гаяни
Банк Гаяни (англ. Bank of Guyana) —— центральний банк Гаяни.

## Історія
16 жовтня 1965 року почав операції Банк Гвіани. 15 листопада того ж року банк почав випуск банкнот. У травні 1966 року банк перейменований на Банк Гаяни.